# Sinoxylon flabrarius
Sinoxylon flabrarius är en skalbaggsart som beskrevs av Pierre Lesne 1906. Sinoxylon flabrarius ingår i släktet Sinoxylon och familjen kapuschongbaggar. Inga underarter finns listade i Catalogue of Life.